# Entreposto
Um entreposto pode ser um estabelecimento, complexo ou cidade situado geograficamente na rota estratégica entre dois ou mais polos de interesse económico: geralmente, entre o polo produtor e o polo consumidor.
Entrepostos podem ser de diversas ordens. Por exemplo:
- pesqueiro: Ver-o-Peso
- rodoviário: Terminal de Cargas Fernão Dias (na Vila Medeiros em São Paulo - SP)
- turístico: Dubai e Miami
- exportação de látex: Belém do Pará e Manaus no Ciclo da Borracha
- exportação de grãos: cidade de São Paulo no ciclo do café
- portuário: Paranaguá e Santos
- férreo: cidades do Texas e do centro dos EUA no início do século XX
- aéreo: Bermuda e Açores quando aeronaves não conseguiam cruzar o Oceano Atlântico sem escala para abastecer
- estratégico-militar: Gibraltar, Panamá, Canal de Suez

Podem estar situados ainda em locais não tão estratégicos no sentido geográfico, porém que gozam de boa infraestrutura para uma determinada finalidade e praticável com relação a uma rota.
Esses locais aproveitam-se de sua localização e/ou infraestrutura, principalmente para a prática do comércio, tanto de mantimentos e combustíveis a viajantes como de reexportação de produtos de zonas mais distantes.
Entrepostos costumam ser locais com um sector terciário altamente especializado e um sector turístico apreciável, com orçamentos governamentais acima do compatível em relação a sua capacidade produtiva própria.